# Сарафаново (Челябинская область)
Сарафа́ново — деревня в Чебаркульском районе Челябинской области. Административный центр Сарафановского сельского поселения. Находится восточнее озера Большой Еланчик.
Примерно в 2 км на северо-восток расположена деревня Десятилетие. Расстояние до районного центра — города Чебаркуль — 11 км. Расположенная на северной окраине города железнодорожная станция Чебаркуль до 1954 года называлась Сарафановка.

## Население
| 2002 | 2010 |
| ---- | ---- |
| 871  | ↗948 |

По данным Всероссийской переписи, в 2010 году численность населения деревни составляла 948 человек (449 мужчин и 499 женщин).

## Инфраструктура
В деревне функционирует одна общеобразовательная школа и детский сад.

## Улицы
Уличная сеть села состоит из 23 улиц.